# Leigné-les-Bois
Leigné-les-Bois là một xã, tọa lạc ở tỉnh Vienne trong vùng Nouvelle-Aquitaine, Pháp. Xã này có diện tích 29,97 kilômét vuông, dân số năm 2006 là 557 người. Xã nằm ở khu vực có độ cao trung bình 139 m trên mực nước biển. 

## Biến động dân số
| Năm | 1962 | 1968 | 1975 | 1982 | 1990 | 1999 | 2006 |
| --- | ---- | ---- | ---- | ---- | ---- | ---- | ---- |
| Dân số | 525  | 578  | 519  | 509  | 500  | 465  | 557  |
| From the year 1962 on: No double counting—residents of multiple communes (e.g. students and military personnel) are counted only once. |      |      |      |      |      |      |      |